# Tomaszów Mazowiecki
Tomaszów Mazowiecki is een stad in het Poolse woiwodschap Łódź, gelegen in de powiat Tomaszowski. De oppervlakte bedraagt 41,3 km², het inwonertal 67.159 (2005).

## Verkeer en vervoer
- Station Tomaszów Mazowiecki

## Sport
Tomaszów Mazowiecki is een belangrijke plaats voor het Poolse langebaanschaatsen. In 1984 werd er de kunstijsbaan Tor Pilica geopend. In 2017 kwam ervoor in de plaats de eerste binnenbaan van de Polen, de Ice Arena Tomaszów Mazowiecki.

## Geboren
- Antoni Szymanowski (1951), voetballer en voetbaltrainer
- Wanda Panfil (1959), langeafstandsloopster
- Jaromir Radke (1969), langebaanschaatser
- Karolina Gąsecka (1999), voormalig langebaanschaatsster
- Damian Zurek (1999), langebaanschaatser
- Karolina Bosiek (2000), langebaanschaatsster
- Natalia Jabrzyk (2001), langebaanschaatsster